# Münster (Wallis)
Münster is een plaats en voormalige gemeente in het Zwitserse kanton Wallis en maakt  deel uit van het district Goms.
Tot 2004 was Münster een zelfstandige gemeente. Op 1 oktober 2004 ging het met de aangrenzende gemeente Geschinen samen tot de nieuwe gemeente Münster-Geschinen.

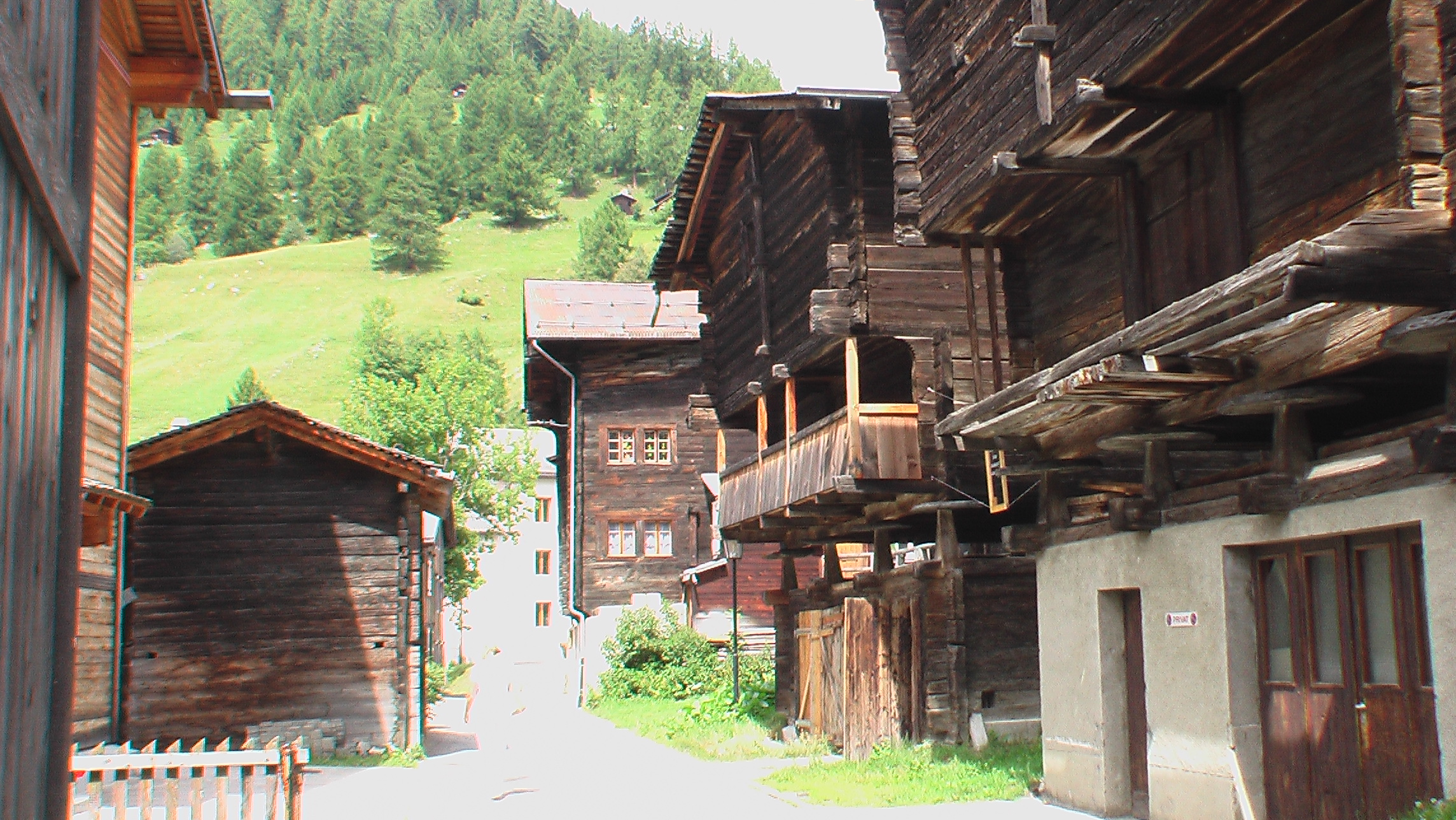
Houten huizen in Münster